# Multilateralismo
Nelle relazioni internazionali, si definisce multilateralismo un'alleanza di più paesi che seguono un obiettivo comune.

## Definizioni
Il multilateralismo è stato definito da Miles Kahler come "governance internazionale" o governance globale dei "molti", e il suo principio centrale era "l'opposizione ad accordi discriminatori bilaterali che si riteneva potessero aumentare la leva dei potenti sui deboli."
Nel 1990, Robert Keohane definì il multilateralismo come "la pratica di coordinare le politiche nazionali in gruppi di tre o più stati". La politica estera formulata dall'India dopo l'indipendenza rifletteva la sua cultura idiosincratica e le sue tradizioni politiche. Parlando nel Lok Sabha, la camera bassa del parlamento indiano, nel marzo del 1950, Nehru affermò: “Non si deve supporre che stiamo iniziando su una lavagna pulita. È una politica che è scaturita dalla nostra storia recente e dal nostro movimento nazionale, dal suo sviluppo e dai vari ideali che abbiamo proclamato." (Nehru, 1961, p.34). In effetti, la cultura della politica estera dell'India è una cultura d'élite, il che significa, in effetti, che gli scritti e i discorsi di alcuni personaggi di spicco dell'élite di politica estera indiana forniscono una visione delle idee chiave e delle norme che costituiscono il fondamento della politica estera mondiale.
John Ruggie ha elaborato il concetto basato sui principi di "indivisibilità" e "reciprocità diffusa (relazioni internazionali)" come "una forma istituzionale che coordina le relazioni fra tre o più stati sulla base di principi di condotta "generalizzati"... che specificano condotta appropriata per una classe di azioni, indipendentemente dagli interessi particolaristici delle parti o dalle esigenze strategiche che possono esistere in qualsiasi circostanza."
Il multilateralismo, sotto forma di appartenenza a istituzioni internazionali, serve a legare nazioni potenti, a scoraggiare unilateralismo e dà voce ai piccoli poteri e influenza che non potrebbero altrimenti esercitare. Affinché un piccolo potere possa influenzare un grande potere, la strategia lillipuziana di piccoli paesi che si uniscono per legare collettivamente uno più grande può essere efficace. Allo stesso modo, il multilateralismo può consentire a un grande potere di influenzare un altro grande potere. Per un grande potere cercare il controllo attraverso legami bilaterali potrebbe essere costoso; potrebbe essere necessario contrattare e scendere a compromessi con l'altro grande potere.
Incorporare lo stato target in un'alleanza multilaterale riduce i costi sostenuti dal potere che cerca il controllo, ma offre anche gli stessi vantaggi vincolanti della strategia lillipuziana. Inoltre, se un piccolo potere cerca il controllo su un altro piccolo potere, il multilateralismo può essere l'unica scelta, perché i piccoli poteri raramente hanno le risorse per esercitare il controllo da soli. Come tale, le disparità di potere sono accomodate verso gli stati più deboli avendo stati più grandi più prevedibili e mezzi per ottenere il controllo attraverso l'azione collettiva. Gli stati potenti acquistano anche accordi multilaterali scrivendo le regole e godendo di privilegi come potere di veto e status speciale.
Le organizzazioni internazionali, come le Nazioni Unite (ONU) e l'Organizzazione mondiale del commercio, sono di natura multilaterale. I principali sostenitori del multilateralismo sono stati tradizionalmente le potenze medie, come il Canada, l'Australia, la Svizzera, i paesi del Benelux e i paesi nordici . Gli stati più grandi spesso agiscono unilateralmente, mentre quelli più piccoli possono avere uno scarso potere diretto negli affari internazionali a parte la partecipazione alle Nazioni Unite (ad esempio consolidando il voto delle Nazioni Unite in un blocco elettorale con altre nazioni). Il multilateralismo può coinvolgere diverse nazioni che agiscono insieme, come nelle Nazioni Unite, o può coinvolgere alleanze, patti o raggruppamenti regionali o militari, come la NATO . Queste istituzioni multilaterali non sono imposte agli Stati, ma sono create e accettate da loro al fine di aumentare la loro capacità di cercare i propri interessi attraverso il coordinamento delle loro politiche. Inoltre, fungono da strutture che limitano il comportamento opportunistico e incoraggiano il coordinamento facilitando lo scambio di informazioni sul comportamento effettivo degli Stati con riferimento agli standard ai quali hanno acconsentito.
Il termine "multilateralismo regionale" è stato proposto, suggerendo che "i problemi contemporanei possono essere meglio risolti a livello regionale piuttosto che a livello bilaterale o globale" e che è necessario riunire il concetto di integrazione regionale con quello del multilateralismo nel mondo di oggi. Il regionalismo risale ai tempi del primo sviluppo delle comunità politiche, in cui le relazioni economiche e politiche avevano naturalmente un forte focus regionalista a causa delle restrizioni alla tecnologia, al commercio e alle comunicazioni.
Il contrario del multilateralismo è l'unilateralismo, in termini di filosofia politica.

## Storia
Un esempio moderno di multilateralismo si verificò nel diciannovesimo secolo in Europa dopo la fine delle guerre napoleoniche, dove le grandi potenze si incontrarono per ridisegnare la mappa dell'Europa al Congresso di Vienna (novembre 1814 - giugno 1815). Il Concerto europeo, come divenne noto, era un gruppo di grandi e minori poteri che si sarebbero incontrati per risolvere i problemi in modo pacifico. Conferenze come la Conferenza di Berlino del 1884 contribuirono a ridurre i conflitti di potere durante questo periodo e il XIX secolo fu uno dei più pacifici d'Europa.
La competizione industriale e coloniale, combinata con i cambiamenti nell'equilibrio del potere dopo la creazione, da parte della diplomazia e della conquista, della Germania da parte della Prussia significava che alla fine del XIX secolo apparivano delle crepe in questo sistema. Il sistema dei concerti fu completamente distrutto dalla prima guerra mondiale . Dopo quel conflitto, i leader mondiali hanno creato la Società delle Nazioni (che è diventata il precursore delle Nazioni Unite ) nel tentativo di prevenire un conflitto simile.
Dopo la seconda guerra mondiale i vincitori, attingendo all'esperienza del fallimento della Lega, crearono le Nazioni Unite nel 1945. Da allora, l'ampiezza e la diversità degli accordi multilaterali sono aumentate. A differenza della Lega, le Nazioni Unite hanno avuto la partecipazione attiva degli Stati Uniti e dell'Unione Sovietica, le più grandi potenze contemporanee del mondo. Insieme alle istituzioni politiche delle Nazioni Unite, gli anni del dopoguerra hanno visto anche lo sviluppo di organizzazioni come l'Accordo generale sulle tariffe doganali e sul commercio (GATT) (ora Organizzazione mondiale del commercio), la Banca mondiale (il cosiddetto "Bretton Woods" istituzioniale) e l'Organizzazione mondiale della sanità . La formazione di questi organi successivi sotto le Nazioni Unite lo rese più potente della Lega. Inoltre, i mantenitori della pace delle Nazioni Unite di stanza in tutto il mondo sono diventati un simbolo visibile del multilateralismo.
Le istituzioni multilaterali di diversa portata e materia vanno dall'Unione internazionale delle telecomunicazioni (ITU) all'Organizzazione mondiale della proprietà intellettuale (OMPI) e all'Organizzazione per il divieto delle armi chimiche (OPCW).

## Sfide
Il sistema multilaterale ha affrontato sfide crescenti dalla fine della guerra fredda.
Gli Stati Uniti sono diventati sempre più dominanti in termini di potere militare ed economico, il che ha portato paesi come Iran, Cina e India a mettere in discussione la rilevanza delle Nazioni Unite. Allo stesso tempo, si è sviluppata una percezione tra gli internazionalisti come l'ex segretario generale delle Nazioni Unite Kofi Annan, secondo cui gli Stati Uniti sono più inclini ad agire unilateralmente in situazioni con implicazioni internazionali. Questa tendenza è iniziata quando il Senato americano, nell'ottobre 1999, ha rifiutato di ratificare il trattato sul divieto di prova globale, che il presidente Bill Clinton aveva firmato nel settembre 1996. Sotto il presidente George W. Bush gli Stati Uniti hanno respinto accordi multilaterali come Kyoto Protocollo, Tribunale penale internazionale, Trattato di Ottawa che vieta le mine antiuomo e un progetto di protocollo per garantire il rispetto da parte degli Stati della Convenzione sulle armi biologiche . Sempre sotto l'amministrazione George W. Bush, gli Stati Uniti si ritirarono dal Trattato sui missili anti-balistici, che l'amministrazione Richard Nixon e l'Unione Sovietica avevano firmato nel 1972.
Queste sfide presentate dagli Stati Uniti potrebbero essere spiegate da una forte convinzione nelle alleanze bilaterali come strumenti di controllo. Gli istituzionalisti liberali sostengono, tuttavia, che le grandi potenze potrebbero ancora optare per un'alleanza multilaterale. Ma le grandi potenze possono amplificare le loro capacità di controllare i piccoli poteri e massimizzare la loro leva stipulando una serie di accordi bilaterali con gli alleati, piuttosto che vedere la leva diluita in un forum multilaterale. Probabilmente, l'amministrazione Bush ha favorito il bilateralismo rispetto al multilateralismo, o anche all'unilateralismo, per ragioni simili. Piuttosto che andare da soli o con altri, l'amministrazione ha optato per intense relazioni individuali con paesi selezionati con cura che hanno massimizzato la capacità degli Stati Uniti di raggiungere i suoi obiettivi.
Un'altra sfida nella governance globale attraverso il multilateralismo riguarda la sovranità nazionale. Indipendentemente dall'erosione della sovranità legale e operativa degli stati-nazione nelle relazioni internazionali, "gli stati-nazione rimangono il luogo ultimo del processo decisionale autorevole riguardo alla maggior parte degli aspetti della vita pubblica e privata". Hoffman ha affermato che è improbabile che gli stati-nazione accettino obblighi astratti che si scontrano con calcoli concreti di interesse nazionale.
Il multilateralismo globale è messo in discussione, in particolare per quanto riguarda il commercio, da accordi regionali come l'Unione Europea e il NAFTA, sebbene questi non siano di per sé incompatibili con accordi più ampi. Lo sponsor originale del multilateralismo postbellico nei regimi economici, gli Stati Uniti, si è rivolto all'azione unilaterale e ai negoziati commerciali e di altro tipo a causa dell'insoddisfazione per gli esiti dei forum multilaterali. Essendo la nazione più potente, gli Stati Uniti avevano il minimo da perdere dall'abbandono del multilateralismo; le nazioni più deboli hanno più da perdere, ma il costo per tutti sarebbe elevato.

## Confronto con il bilateralismo
Nell'attuare le politiche estere, i governi affrontano una scelta tra unilateralismo, bilateralismo e multilateralismo.
Bilateralismo significa coordinamento con un altro paese unico. Il multilateralismo ha tentato di trovare un terreno comune basato su principi di condotta generalizzati, oltre ai dettagli associati a un accordo specifico. Victor Cha ha sostenuto che: le asimmetrie di potere prevedono il tipo di strutture, bilaterali o multilaterali, che offrono il massimo controllo. Se i piccoli poteri cercano di controllarne uno più grande, allora il multilateralismo è efficace. Ma se le grandi potenze cercano il controllo su quelle più piccole, le alleanze bilaterali sono più efficaci.

Pertanto, la decisione di un paese di selezionare il bilateralismo o il multilateralismo nel mettere in atto politiche estere è fortemente influenzata dalle sue dimensioni e potere, nonché dalle dimensioni e dal potere del paese sul quale cerca il controllo. Prendi l'esempio della politica estera degli Stati Uniti . Molti riferimenti parlano di come gli Stati Uniti interagiscono con le altre nazioni. In particolare, gli Stati Uniti hanno scelto il multilateralismo in Europa e hanno deciso di formare la NATO, mentre hanno formato alleanze bilaterali, o l'architettura Hub e raggi, in Asia orientale. Sebbene ci siano molti argomenti sui motivi di ciò, la teoria del "powerplay" di Cha fornisce una possibile ragione. Ha sostenuto: 
 ... i pianificatori statunitensi del dopoguerra dovettero lottare con una regione formata in modo univoco da potenziali alleati canaglia, attraverso il loro comportamento aggressivo, potrebbero potenzialmente intrappolare gli Stati Uniti in una guerra indesiderata e più ampia in Asia. ... Per evitare questo risultato, gli Stati Uniti hanno creato una serie di strette e profonde alleanze bilaterali con Taiwan, la Corea del Sud e il Giappone attraverso le quali potevano esercitare il massimo controllo e prevenire l'aggressione unilaterale. Inoltre, non hanno cercato di rendere multilaterali queste alleanze bilaterali, perché volevano amplificare il controllo degli Stati Uniti e ridurre al minimo qualsiasi collusione tra i loro partner. 